# Licheń Stary (gromada)
Licheń Stary (niepoprawnie Grąblin; w latach 1970. Stary Licheń) – dawna gromada, czyli najmniejsza jednostka podziału terytorialnego Polskiej Rzeczypospolitej Ludowej w latach 1954–1972.
Gromady, z gromadzkimi radami narodowymi (GRN) jako organami władzy najniższego stopnia na wsi, funkcjonowały od reformy reorganizującej administrację wiejską przeprowadzonej jesienią 1954 do momentu ich zniesienia z dniem 1 stycznia 1973, tym samym wypierając organizację gminną w latach 1954–1972.
Gromadę Licheń Stary z siedzibą GRN w Licheniu Starym utworzono – jako jedną z 8759 gromad na obszarze Polski – w powiecie konińskim w woj. poznańskim, na mocy uchwały nr 25/54 WRN w Poznaniu z dnia 5 października 1954. W skład jednostki weszły obszary dotychczasowych gromad Bylew, Grąblin, Helenów i Licheń Stary ze zniesionej gminy Gosławice w tymże powiecie. Dla gromady ustalono 21 członków gromadzkiej rady narodowej.
1 stycznia 1958 do gromady Licheń Stary włączono miejscowości Anielew, Izabelin i Lutnia ze zniesionej gromady Rudzica w tymże powiecie.
31 grudnia 1967 przeniesiono siedzibę gromady Licheń Stary z Lichenia Starego do Grąblina. Równocześnie do gromady  Grąblin (Licheń Stary) włączono miejscowości Grójec, Laskówiec, Laskówiec-Kolonia, Morzysław-Kolonia, Długa Łęka-Leśniczówka, Rudzica, Rudzica-Kolonia, Rudzica-Leśniczówka, Wola Podłężna, Wola Podłężna-Kolonia i Wola Podłężna-Folwark ze zniesionej gromady Morzysław w tymże powiecie.
Gromada przetrwała do końca 1972 roku, czyli do kolejnej reformy gminnej.